# Sphrageidus similis
Sphrageidus similis är en fjärilsart som beskrevs av Fuessl. 1775. Sphrageidus similis ingår i släktet Sphrageidus och familjen tofsspinnare. Inga underarter finns listade i Catalogue of Life.